# Cynisca williamsi
Cynisca williamsi là một loài bò sát trong họ Amphisbaenidae. Loài này được Gans mô tả khoa học đầu tiên năm 1987.